# 基馬魯米山 (坎柴略-萬卡亞)
12°01′23″S 75°49′35″W / 12.02306°S 75.82639°W
基馬魯米山（Kima Rumi），是秘魯的山峰，位於該國中部胡寧大區和利馬大區，由坎柴略區和萬卡亞區負責管轄，屬於秘魯中部山脈的一部分，海拔高度4,600米。